# Třída TT-400TP
Třída TT-400TP je třída hlídkových lodí vietnamského lidového námořnictva a pobřežní stráže. Do počátku roku 2016 bylo postaveno šest jednotek této třídy. Z hlídková loď třídy TT-400TP byly odvozeny vietnamské pobřežní stráž hlídkové lodě třídy TT-400. Plavidla byla navržena a postavena ve Vietnamu, ale vycházejí z ukrajinského projektu 58260 Laň (Лань).

## Stavba

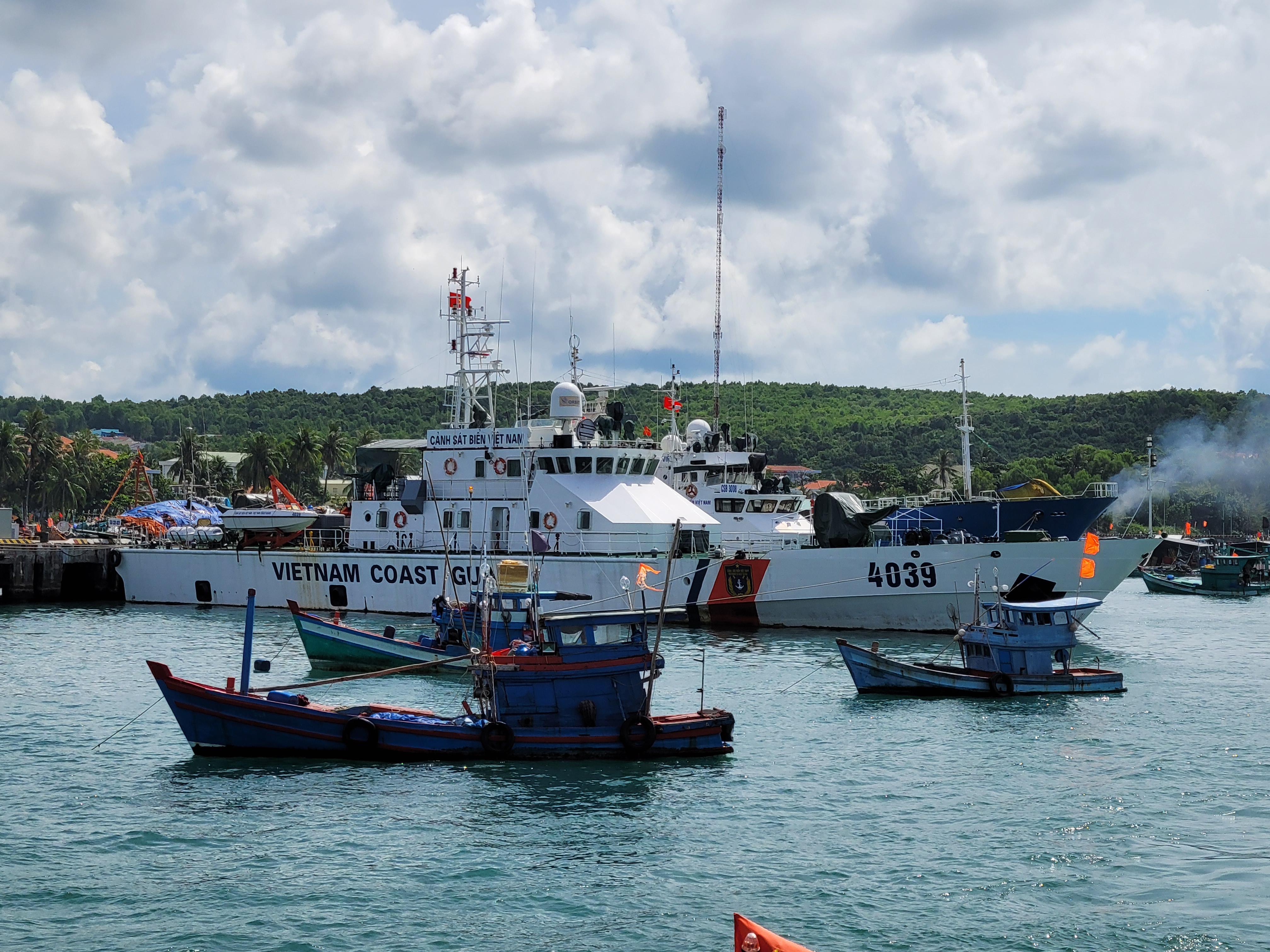
Hlídková loď vietnamské pobřežní stráže CSB 4039

Do počátku roku 2016 bylo vietnamskou loděnicí Hong Ha Shipbuilding v Haiphongu postaveno šest jednotek této třídy pro námořnictvo. Nejprve byla roku 2012 do služby ve válečném námořnictvu přijata plavidla HQ-272 a HQ-273. Vietnamská pobřežní stráž také provozuje třináct plavidel na základě této třídy. Z toho jedenáct jednotek postavila Hong Ha Shipbuilding, zbývající dvanáctou jednotku postavila vietnamská loděnice Song Thu Corporation v Danangu a třináctou jednotku postavila vietnamská loděnice Ba Son Corporation v Ho Či Minově Městě.
Jednotky třídy TT-400TP:
| Jméno  | Spuštěna | Vstup do služby | Status  |
| ------ | -------- | --------------- | ------- |
| HQ-272 | 2012     | 1. března 2012  | aktivní |
| HQ-273 | 2012     | 6. října 2012   | aktivní |
| HQ-274 | 2014     | 25. října 2014  | aktivní |
| HQ-275 | 2014     | 25. října 2014  | aktivní |
| HQ-276 | 2014     | 2015            | aktivní |
| HQ-277 | 2015     | 2015            | aktivní |

Jednotky třídy TT-400:
| Jméno    | Spuštěna | Vstup do služby   | Status    |
| -------- | -------- | ----------------- | --------- |
| CSB 4031 |          |                   | aktivní   |
| CSB 4032 |          |                   | aktivní   |
| CSB 4033 |          |                   | aktivní   |
| CSB 4034 |          |                   | aktivní   |
| CSB 4035 |          | 27. července 2015 | aktivní   |
| CSB 4036 |          | 26. ledna 2016    | aktivní   |
| CSB 4037 |          | 26. ledna 2016    | aktivní   |
| CSB 4038 |          |                   | aktivní   |
| CSB 4039 |          |                   | aktivní   |
| CSB 4040 |          |                   | ve stavbě |
| CSB 4041 |          |                   | ve stavbě |
| CSB 4042 |          |                   | ve stavbě |
| CSB 4043 |          |                   | ve stavbě |

## Konstrukce

### Třída TT-400TP
Plavidla mají ocelový trup. Hlavní výzbroj představuje jeden 76,2mm kanónem AK-176 v dělové věži na přídi a jeden 30mm kanónový komplet AK-630 v zadní části nástavby, který doplňují dva 14,5mm kulomety KPVT. Plavidla jsou vybavena člunem RHIB na pravoboku na zádi. Pohonný systém tvoří tři diesely Paxman 18VP185, každý o výkonu 5025 hp, pohánějící tři lodní šrouby. Nejvyšší rychlost dosahuje 32 uzlů. Dosah je 2500 námořních mil při 15 uzlech. Autonomie provozu je 30 dní.

### Třída TT-400
Plavidlo slouží primárně pro hlídkování, takže má upravené vybavení a výzbroj. První tři plavidla nesla jeden 23mm dvoukanón 2M-3 na přídi, následující plavidla byla změněna na jeden 23mm dvoukanón 23-2ML (námořnický derivát ruských ZU-23-2). Dále nesou dva 14,5mm kulomety KPVT. Výzbroj doplňují vodní dělo na přídi a na zádi. Plavidla vybavená člunem RHIB a rychlým člunem ze sklolaminátu na levoboku a pravoboku na zádi. Nejvyšší rychlost dosahuje 34,5 uzlů.